# Yphthimoides castrensis
Yphthimoides castrensis är en fjärilsart som beskrevs av William Schaus 1902. Yphthimoides castrensis ingår i släktet Yphthimoides och familjen praktfjärilar. Inga underarter finns listade i Catalogue of Life.